# Brug 361 (Amsterdam-Noord)
Brug 361 is een voormalige brug in Amsterdam-Noord.

## Voormalige brug
De brug werd aangelegd in verband met de bevolkings-, industrie- en verkeerstoename in Amsterdam-Noord. De gemeente Amsterdam schreef in 1920 een aanbesteding uit voor het benodigde ijzer (enkele tonnen) voor een brug in de Heimansweg naar de Wilgenweg over het Buiksloterkanaal. Het was een vaste brug met de opvallende kenmerk van een uit baksteen bestaande toegangspoort waarop nog een lantaren stond. In mei 1921 kwam pas de aanbesteding van de bouw van de brug zelf rond. Nauwelijks twintig jaar later, september 1940 deed diezelfde gemeente het voorstel om de brug te onttrekken aan het verkeer. Kort daarna verdween de brug uit het straatbeeld( kort daarna is later. vanuit het Asterdorp hebben we zeker tot 1953 over deze brug gelopen naar school) en werd vervangen door een iets zuidelijker liggende brug, brug 371 tussen de speciaal daartoe aangelegde Geraniumweg en Grasweg. 

## Huidige brug
Nummer 361 is in de jaren '70/'80 opnieuw in gebruik genomen als brugnummer in Amsterdam, nu voor een brug in het Westelijk Havengebied.
<<< · 300 · 301 · 302 · 303 · 304 · 305 · 306 · 307 · 308 · 309 · 310 · 311 · 312 · 313 · 314 · 315 · 316 · 317 · 318 · 320 · 321 · 322 · 323 · 324 · 325 · 327 · 328 · 330 · 331 · 332 · 333 · 334 · 335 · 336 · 337 · 338 · 339 · 340 · 341 · 342 · 343 · 344 · 345 · 346 · 347 · 348 · 349 · 350 · 351 · 352 · 353 · 354 · 355 · 356 · 357 · 358 · 359 · 360 · 361 · 362 · 363 · 364 · 365 · 366 · 367 · 368 · 371 · 372 · 373 · 374 · 375 · 376 · 377 · 378 · 379 · 380 · 381 · 382 · 383 · 385 · 386 · 387 · 388 · 389 · 390 · 391 · 392 · 393 · 394 · 395 · 396 · 397 · 398 · 399 · >>>
Brugnummers 319, 326, 329 (tijdelijke duiker in de Ringspoordijk), 369, 370, 384 zijn niet (meer) vergeven.